# Xantenfärgämne

Xantenstruktur

Xantyliumstruktur

Xantenfärgämnen är en grupp syntetiska, organiska färgämnen vars grundstruktur är xanten eller xantylium, som båda är aromatiska etrar.
Det är en grupp med ofta kraftiga färger och flera av dem har fluorescerande egenskaper. De har bred användning, men används i allmänhet där en bristande beständighet hos färgerna inte stör, eller där de kan modifieras till bättre beständighet.
Flera av ämnena används för infärgning av vävnader för histologisk analys (mikroskopi), där man också drar nytta av de fluorescerande egenskaperna.
Xantenfärgämnen har likheter med difenyl- och trifenylmetanfärgämnen, och kan med sin kemiska struktur på sätt och vis ses som derivat av dessa, med skillnaden att två av fenylgruppernas ringar även binds ihop av en syreatom.
Fluorescein blev det första ämnet i gruppen, när Adolf von Baeyer framställde det 1871 och gav det namn efter dess fluorescerande egenskap.
I den internationella databasen Colour Index (CI) klassificeras gruppen xantenfärgämnen inom nummerområdet 45000–45999, och delas in i undergrupper utifrån vilka substituenter de har på grundstrukturen.

## Fluorener
Ej att förväxla med kolvätet fluoren.

Pyronin Y

Rodamin B

Dessa fluorener, eller aminoxantener, har minst en aminogrupp (CI 45000–45299) som substituent. Exempel på dessa är:
- Pyronin Y
- Rodamin 6G
- Rodamin 123
- Rodamin B

## Rodoler
Rodolerna, eller aminohydroxixantenerna, (CI 45300–45349) har både en aminogrupp och en hydroxigrupp på grundstrukturen.

## Fluoroner

Fluorescein

Fluoronerna, hydroxixantenerna, (CI 45350–45549) har minst en hydroxigrupp som substituent. Exempel på dessa är:
- Eosin
- Erytrosin
- Fluorescein
- Indiskt gult

## Övriga
De xantenfärgämnen som inte kan klassificeras inom ovanstående undergrupper hamnar i Colour Index-gruppen diverse (miscellaneous) xantenfärgämnen, CI 45550–45999.